# 青藏高原

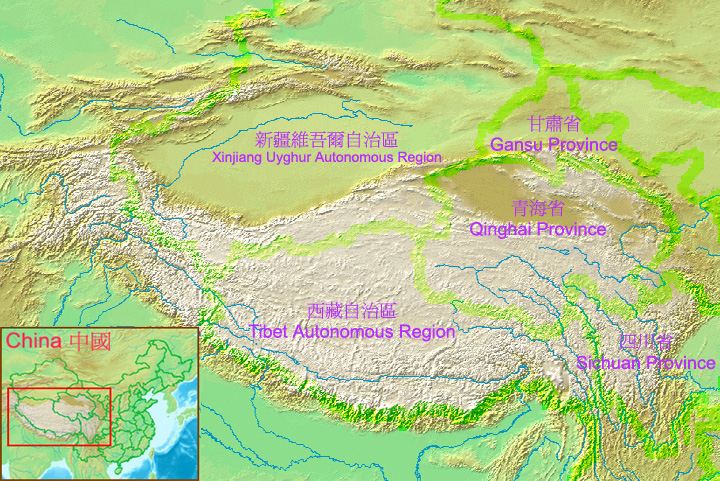
青藏高原橫跨中国西藏自治区、青海省的全部和新疆维吾尔自治区、甘肃省、四川省與云南省的部分

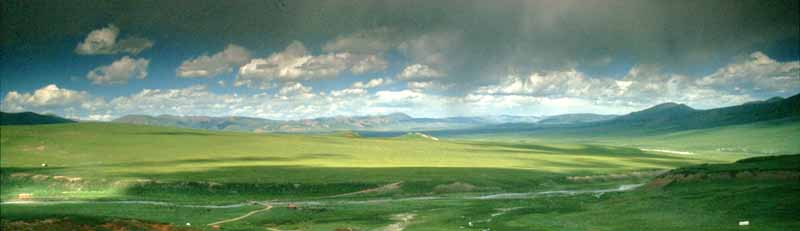
羌塘(藏北高原)東部山麓的典型草原區

青藏高原（藏語：བོད་ས་མཐོ，威利转写：Bod Sa mTho，藏语拼音：Pösamto），亦稱西藏高原、青康藏高原、海藏高原，是亚洲的高原地区，世界上最高的高原，平均海拔高度4500米，面积250万平方公里，有“世界屋脊”、“雪域高原”和“第三极”之称，是横跨中亚和東亚的巨大高原，其中主要位于中国西部的西藏自治区和青海省，以及在印度拉达克的一部分。它从南向北延伸1,000（620英里），从东到西延伸约2,500（1,600英里）。广义上的青藏高原除了自身外还包括横断山和喜马拉雅山，西起帕米尔高原，东至横断山脉东部，南至喜马拉雅山脉南缘，北至昆仑山‒祁连山北侧。涵蓋國境有中国西藏自治区、青海省全境、新疆维吾尔自治区、甘肃省、四川省、云南省部分，以及不丹、尼泊尔、拉达克、巴基斯坦、阿富汗、塔吉克斯坦、吉尔吉斯斯坦等地。
2023年9月，中国开始实施《青藏高原生态保护法》，用以解决青藏高原地区生态退化等问题，但部分措施，如围栏、控制啮齿动物、增加草籽和施肥可能会进一步破坏该地区的生态环境和生物多样性。

## 名稱
青藏高原在中文原名为青康藏高原，此因中華民國政府曾在康區（今四川省西部和西藏自治區東部）之間設有西康省，高原上有青海、西康和西藏三省地。中华人民共和国政府于1955年撤销西康省並將其拆分并入四川省和西藏自治區後，將此高原改为今名。台灣坊間舊書刊、科書、參考書和部分民眾则仍習稱青藏高原為青康藏高原。1990年代後，中華民國地理教科書上改為使用中華人民共和國實質管控之行政區劃，並統一改用青藏高原此一名稱。另外，西方國家則多以吐蕃的高原（英語：Tibetan Plateau）稱之。

## 地形地貌

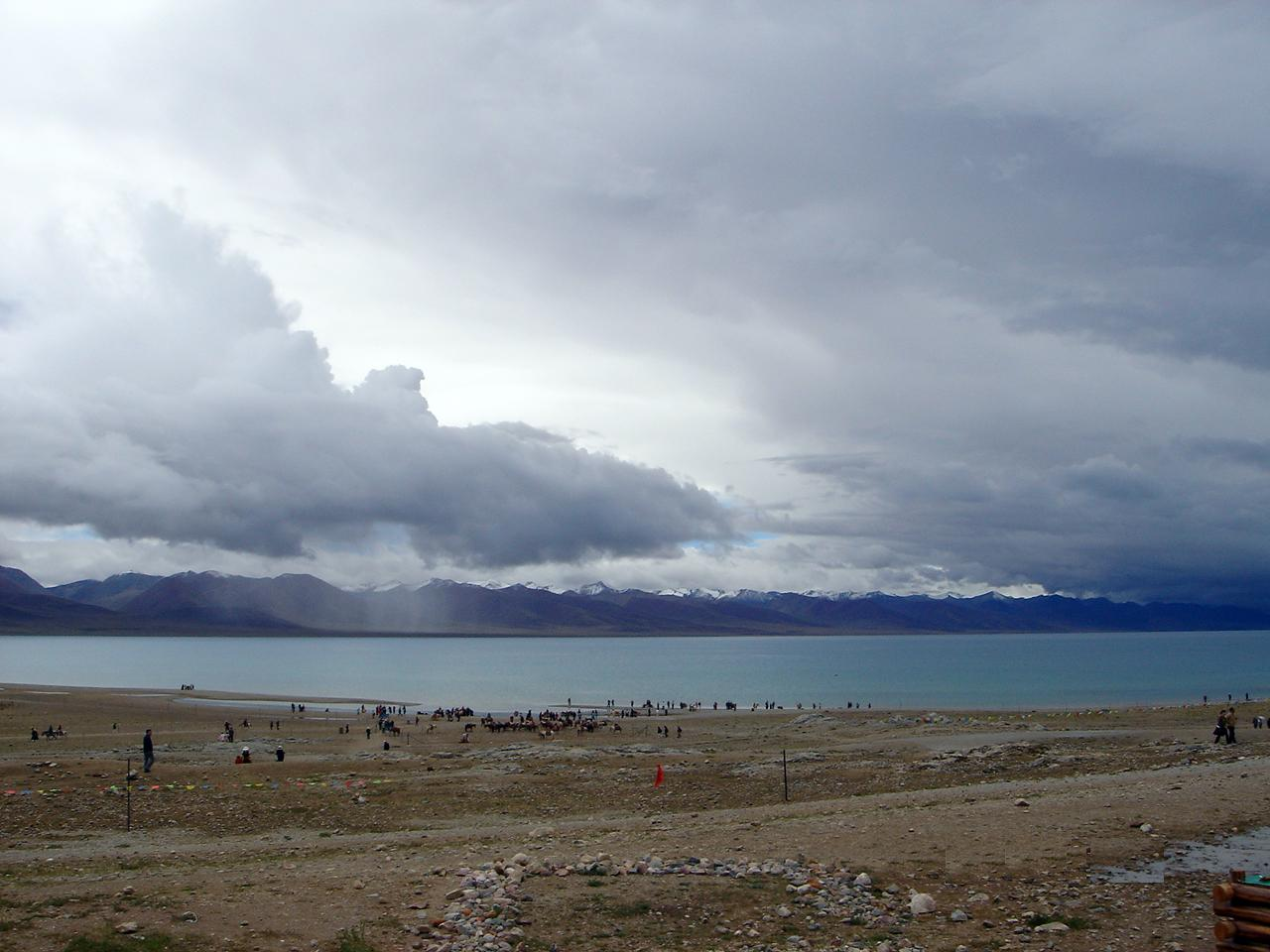
納木錯

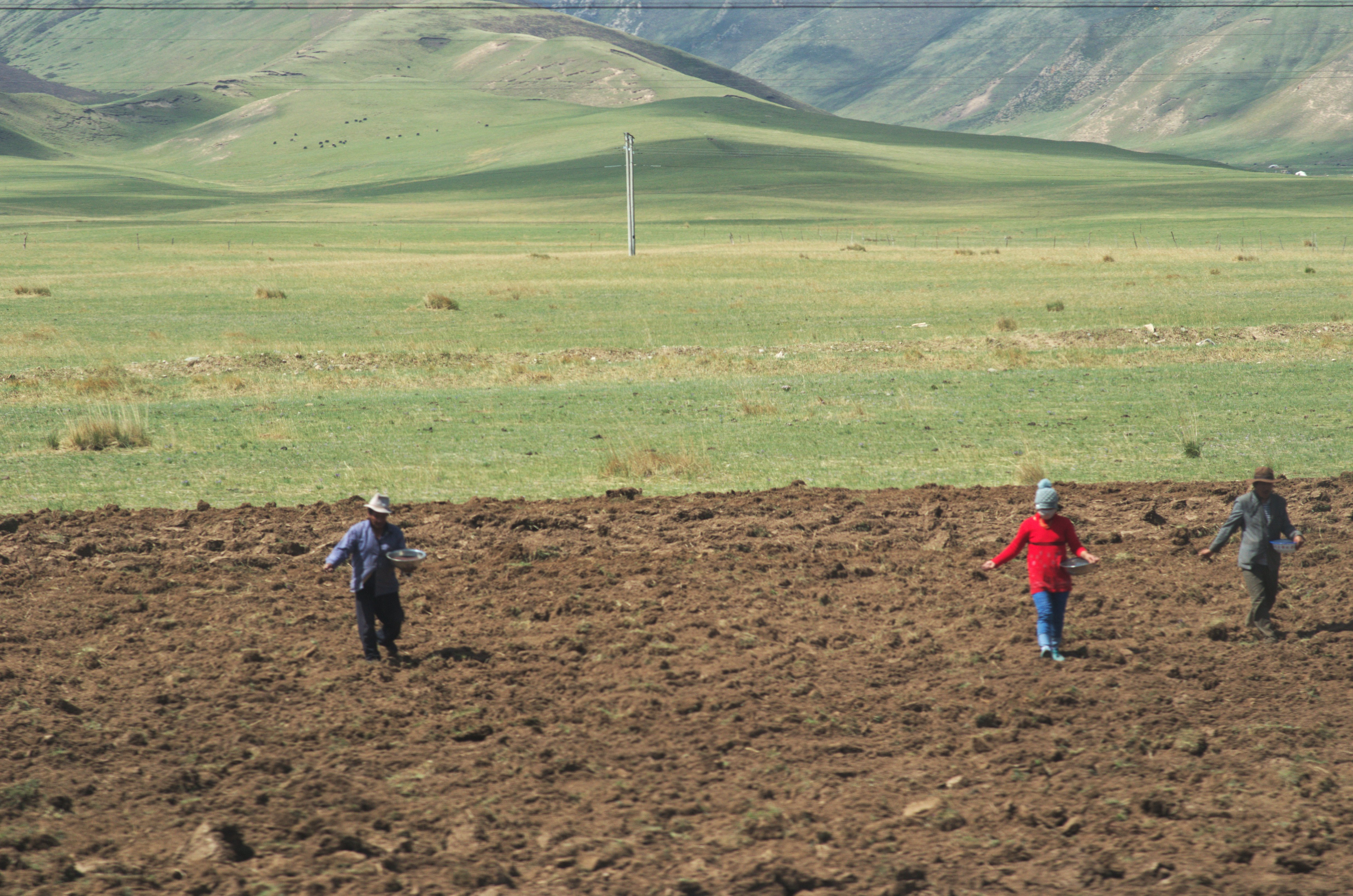
高原農業區

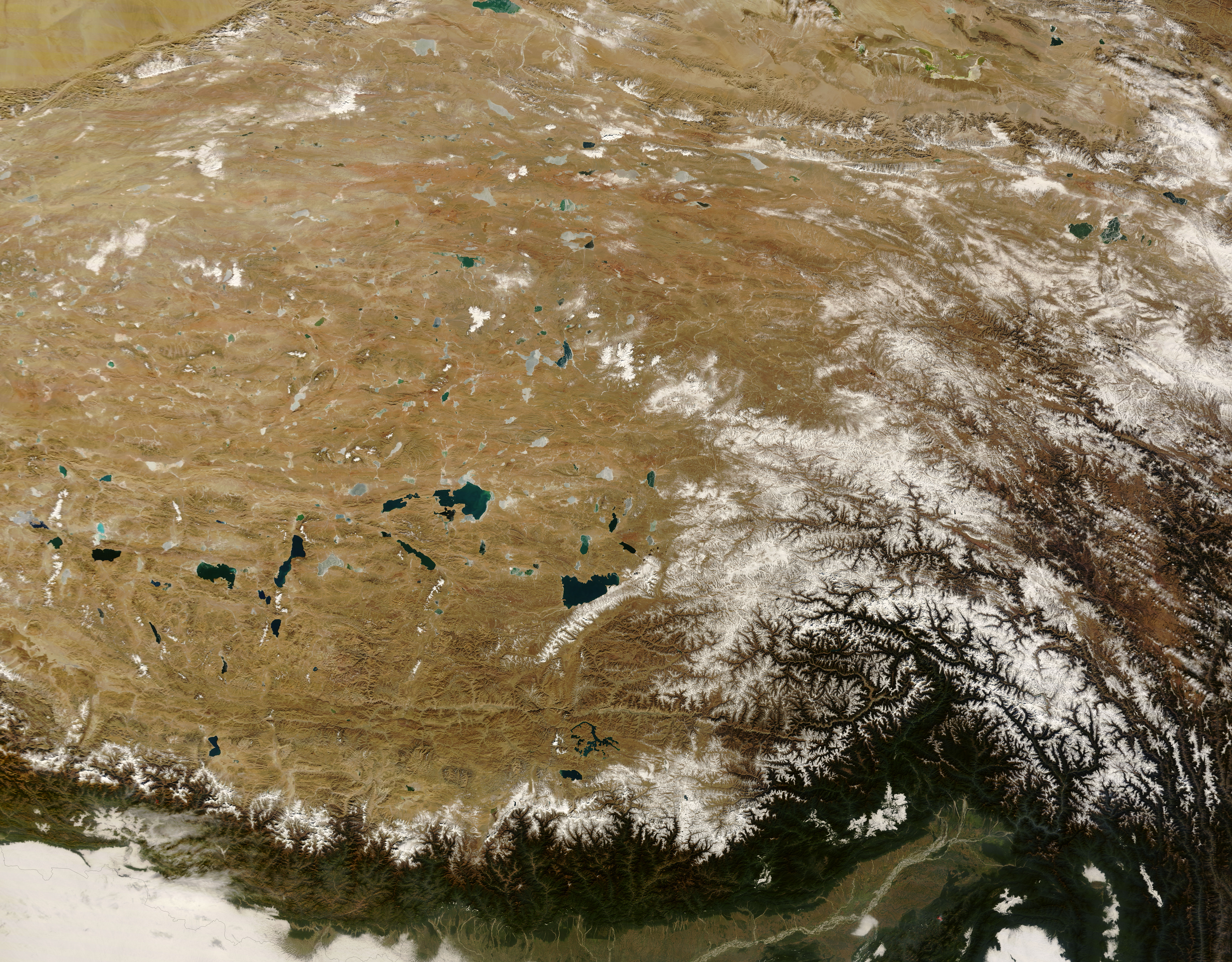
青藏高原卫星照片

青藏高原的周围有许多山脉，它们大多数呈西北一东南走向，相对于高原外的地面他们陡然而起，上升很多，其中南部的喜马拉雅山脉中的许多山峰名列世界上前十位，特别珠穆朗玛峰是世界上海拔最高的山峰。同时高原内部除平原外还有许多山峰，高度悬殊。高原上还有很多冰川、高山湖泊和高山沼泽。亚洲的主要河流（黄河、长江、澜沧江、怒江、雅鲁藏布江、恒河、印度河）皆发源于此。
- 青藏高原海拔列表

### 山脉
- 昆仑山脉
- 喀喇昆仑山脉
- 唐古拉山脉
- 横断山脉
- 冈底斯山脉
- 念青唐古拉山脉
- 喜马拉雅山脉

## 水文与水产

### 冰川

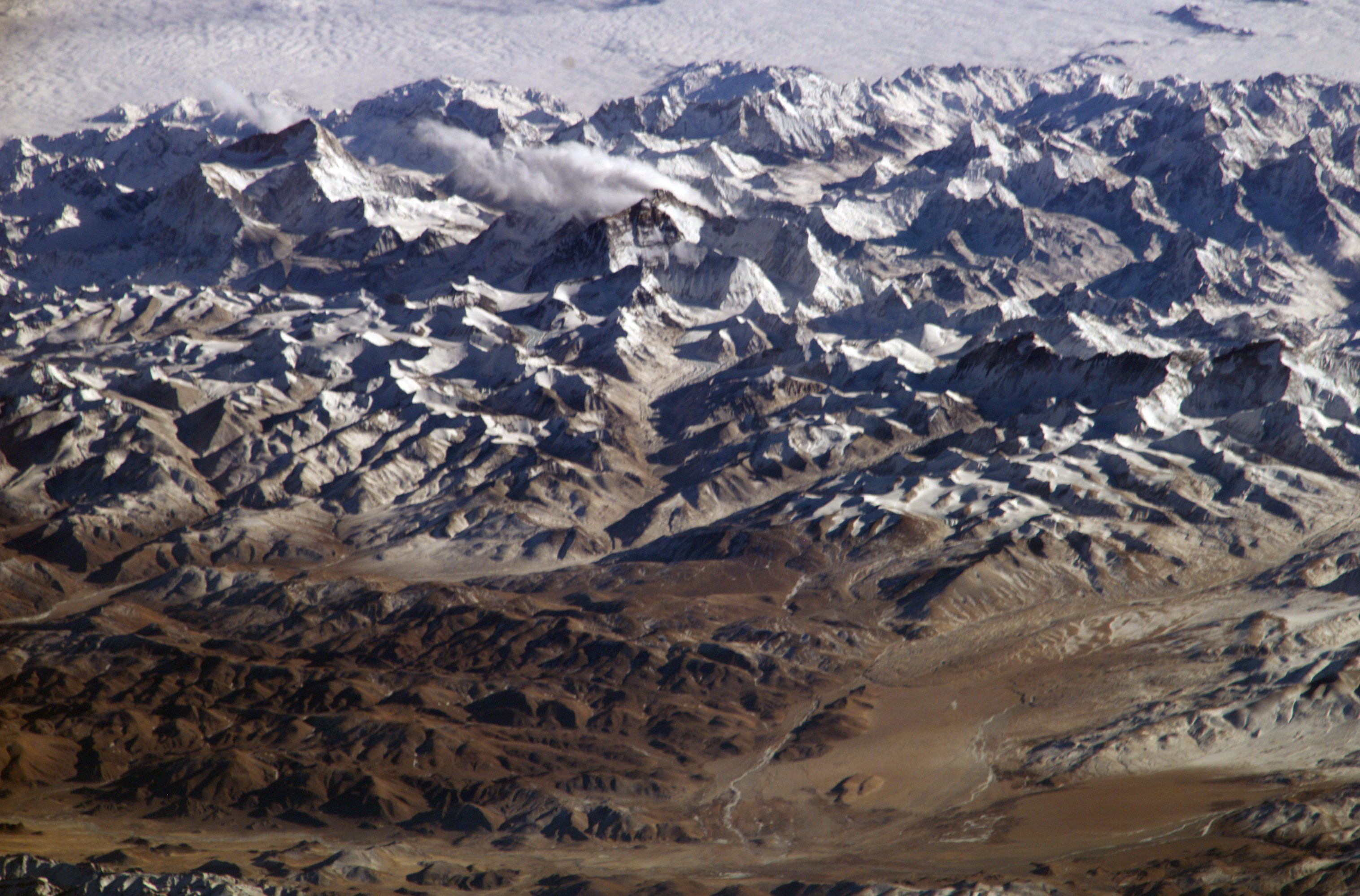
从青藏高原上的太空向南方俯瞰喜马拉雅山。

地球上中低纬度地区的冰川主要集中在高原上，青藏高原冰川覆盖面积4.7万平方公里，占全中国冰川总面积80％以上。

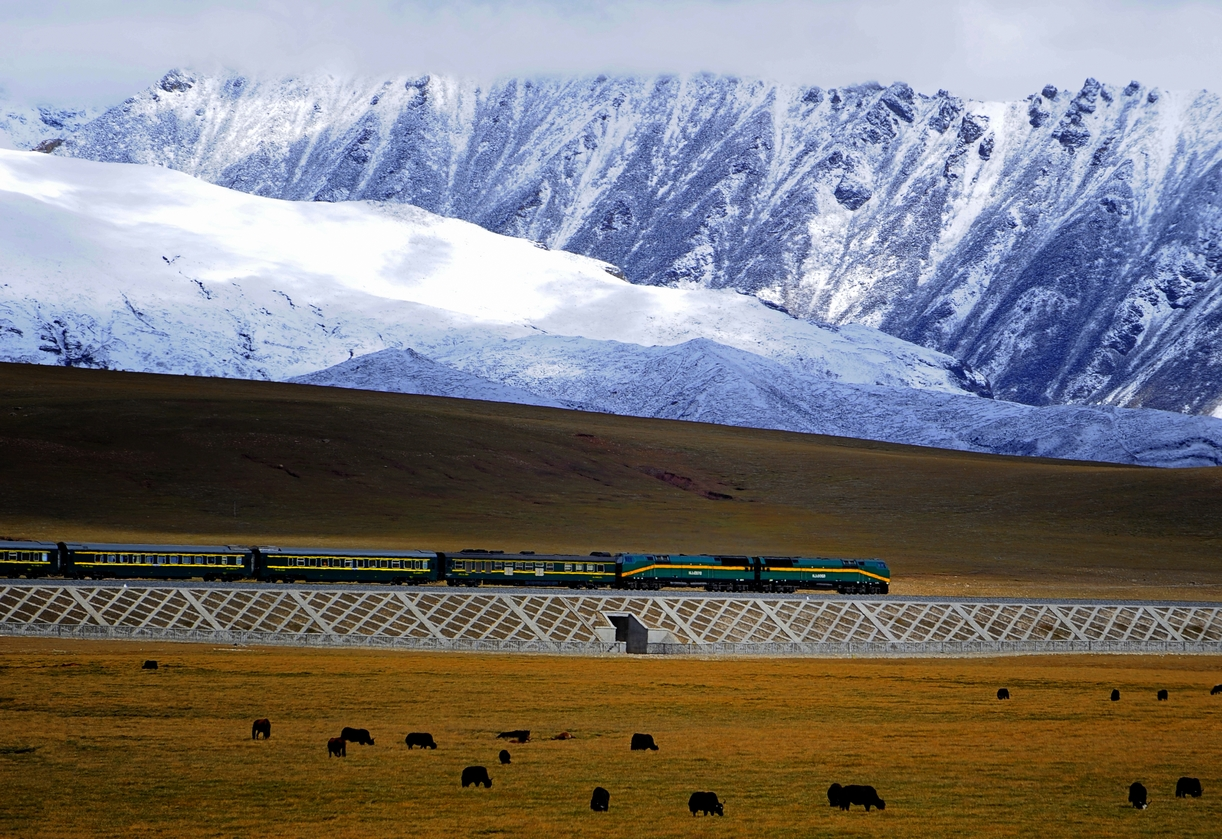
青藏鐵路

- 喜马拉雅现代冰川
- 念青唐古拉山现代冰川
- 昆仑山现代冰川
- 喀拉昆仑山现代冰川
- 横断山现代冰川
- 唐古山现代冰川
- 冈底斯山现代冰川
- 羌唐高原现代冰川
- 祁连山现代冰川

### 河流
- 黄河
- 长江（金沙江）
- 澜沧江（湄公河）
- 怒江（萨尔温江）
- 雅鲁藏布江（布拉马普特拉河）
- 恒河
- 印度河（狮泉河）
- 阿姆河（喷赤河）
- 锡尔河
- 塔里木河（叶尔羌河）

### 湖泊
- 青海湖（库库淖尔）
- 班公错
- 郭扎错
- 鲁玛江冬错
- 拉昂错
- 玛旁雍错
- 昂拉仁错
- 扎布耶茶错
- 塔若错
- 扎日南木错
- 当惹雍错
- 昂孜错
- 格仁错
- 错鄂
- 阿牙克库木湖
- 色林错
- 乌兰乌拉湖
- 纳木错
- 普莫雍错
- 羊卓雍错

### 鱼类
鲤形目条鳅科高原鳅属鱼类与鲤科裂腹鱼亚科鱼类构成了青藏高原鱼类区系的主体。

## 地质
青藏高原是世界上最年轻的一个高原，2.4亿年前，印度板块开始向北向歐亞板块挤压，由此引起昆仑山脉和可可西里的隆起。随着印度板块不断向北推进，并不断向亚洲板块下插入，青藏高原在对此上升阶段中形成。青藏高原的形成并不是一次就完成的，其上升速度曾几度达到停止，但有时也非常迅速。一万年前其上升速度曾达到每年7厘米。今天的青藏高原中部以风化为主，而边缘仍在不断上升。

### 周边断裂带与地震活动
青藏高原的持续抬升及其周边地区形成的喜马拉雅主逆冲断层、喀喇昆仑断裂带、阿尔金断裂带、祁连-海原断裂带、昆仑断裂带、甘孜-鲜水河断裂带、龙门山断裂带、红河断裂带等活断层，与相关地区较为活跃的地震活动有着密切的关系。

## 气候
大氣在青藏高原上相較於低海拔地區來説十分稀薄，由于海拔高，青藏高原的空气比较干燥，太阳辐射比较强，气温比较低。由于其地形的复杂多变，青藏高原上气候本身也随地区的不同而变化很大。大致而言高原上降雨比较少。青藏高原本身也是影响地球气候的一个重要因素。古生物学和地质学的考察表面，青藏高原的隆起使全球的气候发生了巨大的变化。作为一个高大的阻风屏障，它有效地将北方大陆的寒冷空气阻挡住了，使它们不能进入南亚。同时喜马拉雅山脉阻挡了南方温暖潮湿的空气北进，是造成南亚雨季的一个重要因素。
夏季時，高原受熱明顯，因此形成一個位於高空的反氣旋——青藏高氣壓，大大加強了南亞季風強度，並能影響副熱帶高壓的位置及強度。
冬季時，因高原地面冷卻，周遭氣溫較高，高原向四周空氣吸收熱量，形成低溫下沉氣流，高原上的冷空氣往四周下沉到附近地區。青藏高原下沉冷空氣一部分會流向蒙古，大幅加強蒙古地面高壓強度，形成冬季另一個冷高壓中心-蒙古高壓。

## 文化

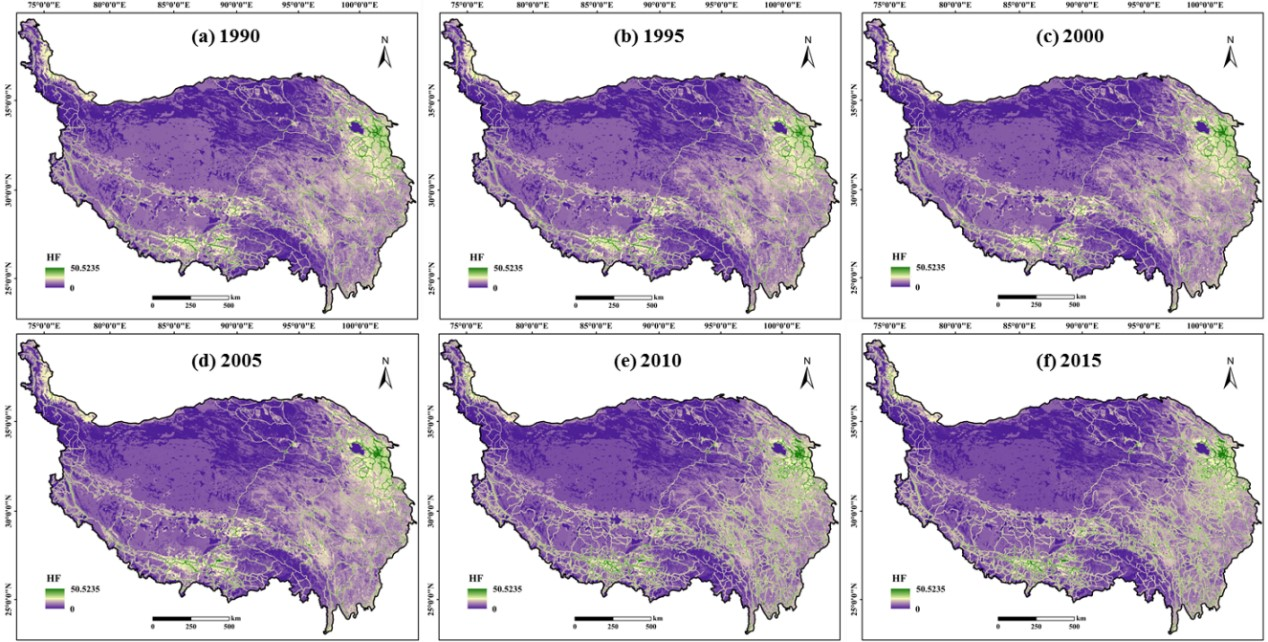
青藏高原人类足迹，分值越高表示人类活动强度越大

青藏高原上人烟稀少，但虽然如此，这里有可能在4万年前就已经有旧石器文化的人类生存。青藏高原上的文化受到其周围文化（汉文化、西域文化和印度文化）的影响，但同时它也保存了它的独有性。当地以高原農牧为主。